# Tuesday Weld
Tuesday Weld (n. 27 august 1943, New York City, New York, SUA) este o actriță americană de film și televiziune, nominalizată la premiile Emmy și Oscar, câștigătoare a unui premiu Globul de Aur.

## Filmografie
| An      | Film                                                  | Rol                                | Note                                                                                    |
| ------- | ----------------------------------------------------- | ---------------------------------- | --------------------------------------------------------------------------------------- |
| 1956    | Rock, Rock, Rock                                      | Dori Graham                        |                                                                                         |
| 1958    | Rally 'Round the Flag, Boys!                          | Comfort Goodpasture                |                                                                                         |
| 1959    | The Five Pennies                                      | Dorothy Nichols, între 12 - 14 ani |                                                                                         |
| 1959-63 | The Many Loves of Dobie Gillis                        | Thalia Menninger                   | Rol principal (sez. 1) Invitat special (sez. 3 & 4)                                     |
| 1960    | Dick Powell's Zane Grey Theatre                       | Beth Lawson in "The Mormons"       |                                                                                         |
| 1960    | Because They're Young                                 | Anne Gregor                        |                                                                                         |
| 1960    | Sex Kittens Go to College                             | Jody                               |                                                                                         |
| 1960    | High Time                                             | Joy Elder                          |                                                                                         |
| 1960    | The Private Lives of Adam and Eve                     | Vangie Harper                      |                                                                                         |
| 1961    | Return to Peyton Place                                | Selena Cross                       |                                                                                         |
| 1961    | Wild in the Country                                   | Noreen Braxton                     |                                                                                         |
| 1961    | Bus Stop                                              | Cherie                             | S01EP07 1961 11 12                                                                      |
| 1962    | Bachelor Flat                                         | Libby Bushmill aka Libby Smith     |                                                                                         |
| 1962    | Naked City                                            | Ora Mae Youngham                   | S03EP18 – 1962 02 07 "A Case Study of Two Savages"                                      |
| 1963    | Soldier in the Rain                                   | Bobby Jo Pepperdine                |                                                                                         |
| 1964    | The Fugitive                                          | Mattie Braydon                     | S02EP08 Dark Corner                                                                     |
| 1965    | I'll Take Sweden                                      | JoJo Holcomb                       |                                                                                         |
| 1965    | The Cincinnati Kid                                    | Christian Rudd                     |                                                                                         |
| 1966    | Lord Love a Duck                                      | Barbara Ann Greene                 |                                                                                         |
| 1968    | Pretty Poison                                         | Sue Ann Stepanek                   |                                                                                         |
| 1970    | Am încălcat legea                                     | Alma McCain                        |                                                                                         |
| 1971    | A Safe Place                                          | Susan/Noah                         |                                                                                         |
| 1972    | Play It as It Lays                                    | Maria Wyeth Lang                   | Nominalizare—Golden Globe Award for Best Actress – Motion Picture Drama                 |
| 1974    | Reflections of Murder                                 | Vicky                              |                                                                                         |
| 1976    | F. Scott Fitzgerald in Hollywood                      | Zelda Fitzgerald                   | (TV)                                                                                    |
| 1977    | Looking for Mr. Goodbar                               | Katherine                          | Nominalizare—Academy Award for Best Supporting Actress                                  |
| 1978    | Who'll Stop the Rain                                  | Marge Converse                     |                                                                                         |
| 1978    | A Question of Guilt                                   | Doris Winters                      | Movie for TV                                                                            |
| 1980    | Serial                                                | Kate Linville Holroyd              |                                                                                         |
| 1981    | Madame X                                              | Holly Richardson                   | (TV)                                                                                    |
| 1981    | Thief                                                 | Jessie                             |                                                                                         |
| 1982    | Author! Author!                                       | Gloria Travalian                   |                                                                                         |
| 1982    | The Rainmaker                                         | Lizzie                             | (TV) CableACE Award for Actress in a Theatrical or Non-Musical Program                  |
| 1983    | The Winter of our Discontent                          | Margie Young-Hunt                  | (TV) Nominalizare—Emmy Award for Outstanding Supporting Actress – Miniseries or a Movie |
| 1984    | A fost odată în America (Once Upon a Time in America) | Carol                              | Nominalizare—BAFTA Award for Best Actress in a Supporting Role                          |
| 1986    | Circle of Violence                                    | Georgia Benfield                   |                                                                                         |
| 1988    | Heartbreak Hotel                                      | Marie Wolfe                        |                                                                                         |
| 1993    | Cădere liberă (Falling Down)                          | Amanda Prendergast                 |                                                                                         |
| 1996    | Feeling Minnesota                                     | Nora Clayton                       |                                                                                         |
| 2001    | Investigating Sex                                     | Sasha Faldo                        |                                                                                         |
| 2001    | Chelsea Walls                                         | Greta                              |                                                                                         |